# Riverdale (Utah)
Pour les articles homonymes, voir Riverdale.
Riverdale est une municipalité américaine située dans le comté de Weber en Utah. Lors du recensement de 2010, sa population est de 8 426 habitants.

## Géographie
Riverdale est située sur la rive ouest de la Weber (en). La municipalité s'étend sur 4,57 milles carrés (11,84 km2).

## Histoire
La région est d'abord peuplée par les Shoshones et les Utes. La localité est fondée vers 1850 par la famille de James Graham. Elle prendra successivement le nom de Stringtown, Jack Thompson's Settlement et Union. Elle devient une municipalité sous le nom de Riverdale le 4 mars 1946.

## Démographie
La population de Riverdale est estimée à 8 710 habitants au 1er juillet 2016.
| Groupe                           | Riverdale | Utah | États-Unis |
| -------------------------------- | --------- | ---- | ---------- |
| Blancs                           | 88,5      | 91,1 | 76,9       |
| Afro-Américains                  | 1,7       | 1,4  | 13,3       |
| Métis                            | 1,6       | 2,5  | 2,6        |
| Asiatiques                       | 1,0       | 2,5  | 5,7        |
|                                  |           |      |            |
| Hispaniques et Latino-Américains | 14,3      | 13,8 | 17,8       |

Le revenu par habitant était en moyenne de 24 585 dollars par an entre 2012 et 2016, en-dessous de la moyenne de l'Utah (25 600 dollars) et de la moyenne nationale (29 829 dollars). Sur cette même période, 9 % des habitants de Riverdale vivaient sous le seuil de pauvreté (contre 10,2 % dans l'État et 12,7 % à l'échelle des États-Unis).